# Brandisi
Rodbina Brandis (tudi Brandis zu Leonburg) je plemiška rodbina, ki je v 19. in 20. stoletju bila pomembna posestnica na Slovenskem. 

## Zgodovina
Brandisi izhajajo iz prastare švicarske rodbine, ki je imela istoimenski izvorni grad v Emmenthalu. Johann von Brandis naj bi se po ustnih virih, že leta 935 bojeval pod kraljem Henrikom I. Poleg tega so bili nekateri člani te plemiške rodbine že v zgodnjem srednjem veku visoki cerkveni dostojanstveniki, škofje v Konstanci in Churu. 
Posesti so dedovali po dedni pogodbi od grofov Werdenberg und Toggenburg. Te posesti so bile: Blumeneck, Vaduz, Schellenberg in Mayenfeld; svoj grad Brandis pa so prodali mestu Bern.
Z Johannom von Brandis, župnikom v Churju, je švicarska linija Brandisov leta 1509 po moški liniji izumrla.
Že v 12. stoletju pa je bila ena linija te rodbine odcepljena na Tirolsko in zasedla grad Lanaburg (tudi Leonburg). 
Leta 1570, po drugih virih 1573, so postali baroni, grofski naslov pa sta 24. marca 1654 pridobila dva brata, Andreas Wilhelm von Brandis in Veit Benno von Brandis. Ta dva sta začetnika dveh linij: grof Andreas Wilhelm se je stalno nastanil v Avstriji, kjer je dedoval posesti po baronih Khünburg in po grofih von Khist v Spodnji Avstriji in na avstrijskem Štajerskem, njegova linija je izumrla leta 1790. Družinske posesti so tako prevzeli člani linije drugega brata, potomci grofa Veit Benna von Brandis. Nekateri pripadniki te linije so nosili baronski naslov zu Leonburg, Forstburg und Fohlburg ter so živeli na območju današnje Nemčije.

## Pomembne osebnosti
- grof Franz Adam von Brandis (†1695), sin grofa Veita, avstrijski zgodovinopisec
- Thüring von Brandis (12. stoletje), 1127 ustanovitelj samostana Trub v Emmenthalu
- grof Johann Baptist von Brandis (*1751), cesarsko-kraljevi svetnik
- grof Heinrich von Brandis (*1787), lastnik zgornjega oziroma starega Mariborskega gradu, tirolski stotnik, komornik
- grof Ferdinand von Brandis (*1819), cesarsko-kraljevi komornik
- grof Klemens von Brandis (*4. februar 1798), posestnik, cesarsko-kraljevi svetovalec
- baron Adolf von Brandis, nemški poročnik
- baron Franz von Brandis, nemški nadporočnik

## Posesti
Grofje Brandisi so na Slovenskem imeli v svoji lasti:
- dvorec Betnava
- dvorec Ravno Polje
- dvorec Slivnica
- Mariborski dvorec
- dvorec Frajštajn idr.